# Гварнери, Пьетро Джованни
Пьетро Джованни Гварнери (18 февраля 1655, Кремона — 26 марта 1720, Мантуя) — итальянский мастер изготовления смычковых инструментов.

## Биография
Старший сын Андреа Гварнери, возможно, также ученик Николо Амати. Работал в мастерской отца в 1670—1677 годах. В 1679 году переехал в Мантую, где служил скрипичным мастером и скрипачом в придворном оркестре герцога Мантуи Карла Фердинанда Гонзага. С 1685 года начал изготовлять скрипки, подписанные своим именем. При изготовлении музыкальных инструментов отошёл от форм отца. Его инструменты характеризуются богатством обертонов, характерным завитком, качеством лака, разнообразных цветов, красотой древесины и звука.
Изготовил небольшое количество инструментов, так как был не только скрипичным мастером, но и музыкантом. В настоящее время известно около 50 скрипок и 1 виолончель изготовленных Петро Джованни Гварнери.